# Iglesia de San Pedro (Leipzig)

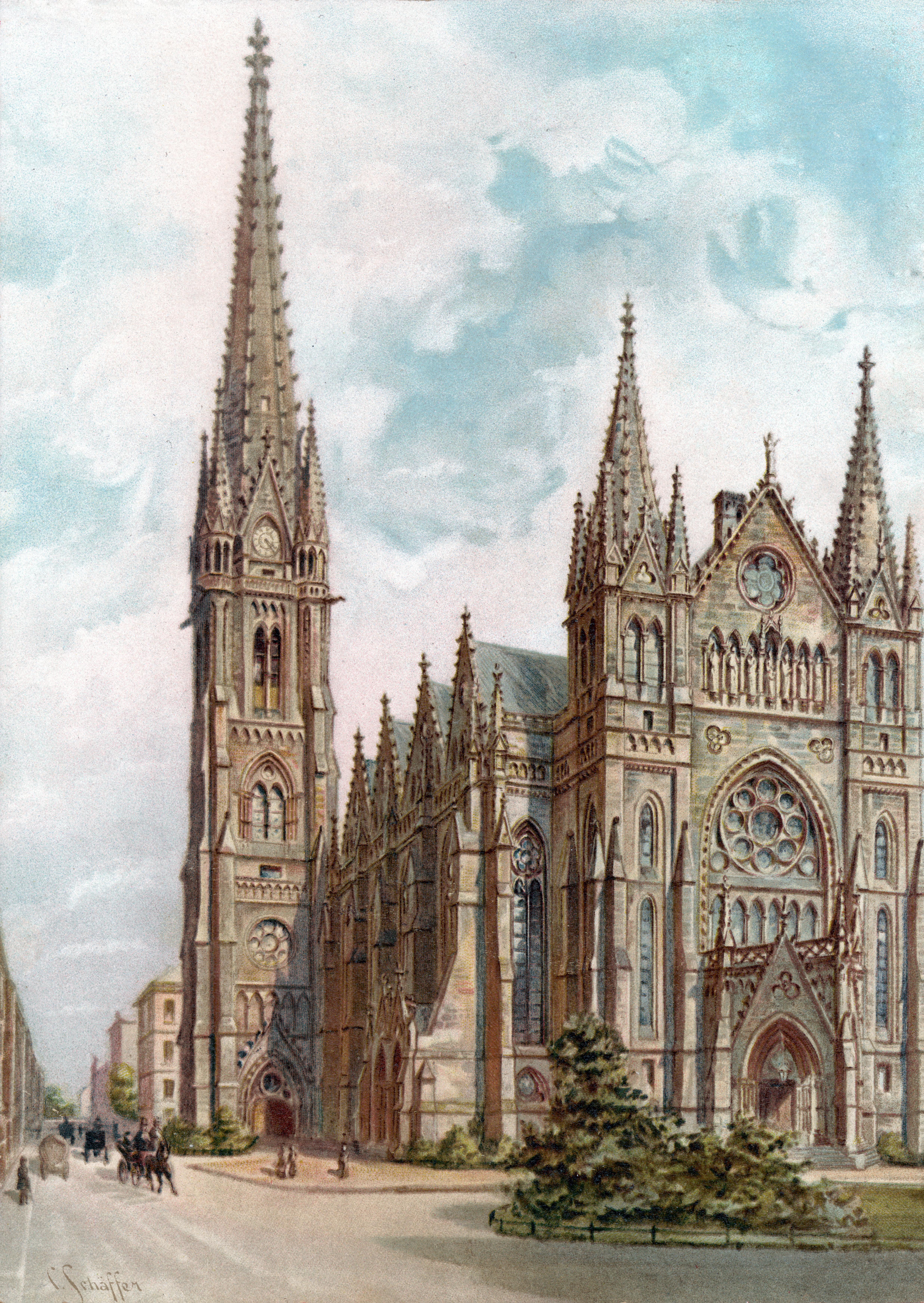
Peterskirche, a cromolitografía de C. Schäffer, c.1898.

La Iglesia de San Pedro (en alemán: Peterskirche) es una parroquia e iglesia luterana de estilo neogótico situada en la ciudad alemana de Leipzig, que fue inaugurada en 1882. Está ubicada en la Gaudigplatz y sirve además como auditorio para conciertos. Esta construcción sustituyó a un edificio anterior, construido en 1507, en principio como iglesia católica, aunque tras la Reforma protestante pasó a ser utilizado como iglesia luterana hasta 1539, y de nuevo desde 1712 hasta 1885. El edificio original fue demolido en 1886, tras años de ser inservible.

## Historia

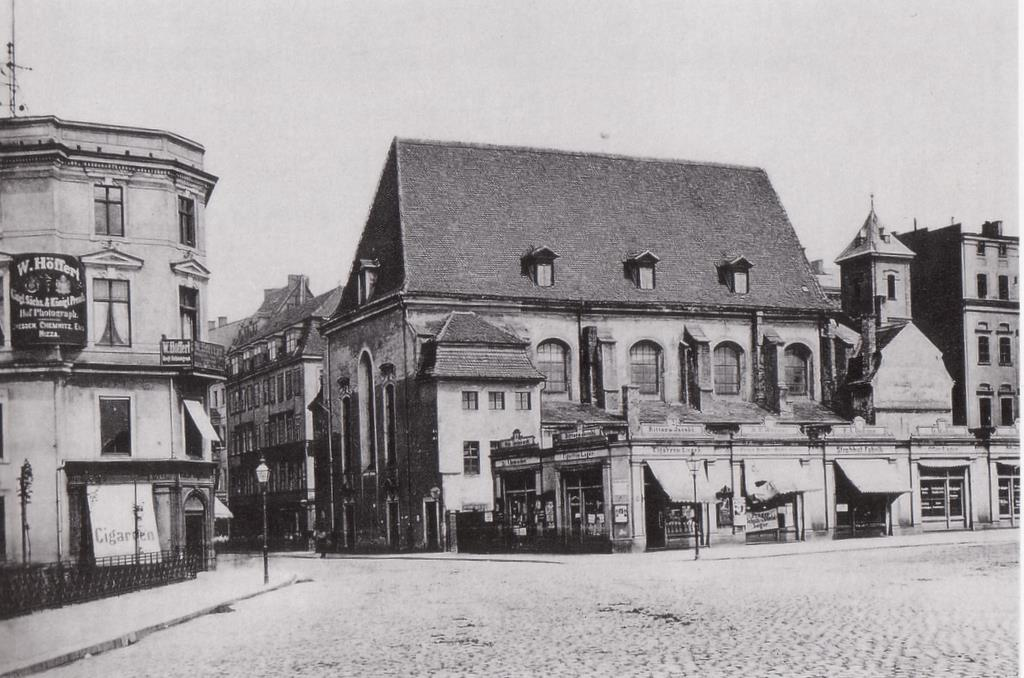
Alte Peterskirche en 1880

Peterskirche, a veces llamada Alte Peterskirche (Vieja iglesia de San Pedro) para distinguirla del edificio posterior en una ubicación diferente, fue construida cerca de una de las cuatro puertas de la ciudad y adyacente al muro. El barrio alrededor de ella se llamaba Petersviertel (barrio de San Pedro). La iglesia fue inaugurada el 29 de marzo de 1507. Después de la Reforma protestante, la iglesia fue abandonada en 1539. El edificio se usó como almacén y durante la guerra de los Treinta Años como cuartel. En 1704 el pastor de la Iglesia de Santo Tomás sugirió que el edificio debía volver a utilizarse con propósitos religiosos. Fue reconstruido, incluyendo una sacristía y dos plantas. El primer servicio celebrado fue el 29 de mayo de 1712. Un nuevo altar y órgano fueron instalados entre 1797 y 1799. Se añadió un campanario en 1874.
Cuando la vieja iglesia quedó pequeña para la congregación, el pastor Gustav Adolf Fricke y el consejo eclesial decidieron en 1876 edificar una nueva iglesia. Una propiedad en Schlettenplatz, al sur de la vieja ciudad, se intercambió por la propiedad de la vieja iglesia. Ochenta arquitectos de toda Alemania participaron en un concurso en 1877. Los diseños de August Hartel y Constantin Lipsius fueron los elegidos. Las obras dieron comienzo en marzo de 1882 y la puesta de la primera piedra tuvo lugar el 17 de septiembre de ese mismo año. Fue inaugurada el 27 de diciembre de 1885. La pintura del interior y las vidrieras se completaron en 1886.
La iglesia sufrió daños durante el bombardeo de Leipzig en la Segunda Guerra Mundial; su tejado quedó destruido en gran parte y se dejó sin reparar durante varios años. La restauración se llevó a cabo durante la década de 1970 y de nuevo en los años 1990 y 2000.

## Arquitectura
El edificio actual fue erigido a partir de 1882 en la Gaudigplatz, en estilo neogótico. Tiene la torre más alta que ninguna otra iglesia en Leipzig, de 87 metros. Su exterior está ricamente decorado, con vidrieras y un gran portal en el lado oeste.